# Adipinezuur
Adipinezuur of hexaandizuur (IUPAC-naam) is een organische verbinding met als brutoformule C6H10O4. De stof komt voor als witte kristallen, die matig oplosbaar zijn in water (24 g/L bij 25°C; sterk temperatuurafhankelijk).

## Synthese
Oorspronkelijk werd adipinezuur bereid uit verschillende soorten vetten, waarin adipinezuur als vetzuur voorkwam. Het komt van nature in kleine hoeveelheden voor in bietjessap en suikerrietsap.
Tegenwoordig wordt adipinezuur op grote schaal industrieel bereid via de oxidatie met salpeterzuur van een mengsel van cyclohexanon en cyclohexanol. Het nadeel van deze methode is dat er ook bijproducten ontstaan: glutaarzuur en barnsteenzuur. Er wordt jaarlijks wereldwijd ongeveer 2 miljoen ton adipinezuur geproduceerd.
Een alternatieve methode is de carbonylering van buta-1,3-dieen.

## Toepassingen
Adipinezuur is een dicarbonzuur en wordt onder andere gebruikt als conserveermiddel (E-nummer: E355) in diverse etenswaren. Het vindt ook toepassing als grondstof voor de synthese van tal van andere stoffen, zoals nylon. Ook wordt adipinezuur als weekmaker toegevoegd aan plastics om eigenschappen zoals buigzaamheid en veerkracht te verbeteren.
Adipinezuur is een zuur en kan hierdoor worden gebruikt om de zuurtegraad aan te passen. Het wordt ook aan gelatine toegevoegd, omdat het ervoor zorgt dat het opstijven van het gerecht sneller gaat. Adipinezuur komt in veel voedingsmiddelen voor, waaronder ijs, pudding, dranken en fastfood.